# إيرينا كيرولوفا
ايرينا فلاديميروفنا كيريلوفا ( (الروسية: Ирина Владимировна Кириллова) ، من مواليد 15 مايو 1965) ، والمعروفة أيضًا باسم إيرينا باركهومشوك ، هي لاعبة كرة طائرة تنافسية وميدالية ذهبية أولمبية للاتحاد السوفيتي، وتنافست لاحقًا لصالح كرواتيا .
في التسعينيات، لعبت كيريلوفا مع المنتخب الوطني الكرواتي للسيدات لكرة الطائرة.
في بطولة العالم للسيدات للكرة الطائرة عام 2006 ، عملت كمدربة مساعدة للفريق الوطني الروسي للكرة الطائرة للسيدات . في عام 2011، أصبحت كيريلوفا مدربة للمنتخب الوطني الكرواتي،  استقالت من منصبها في نفس العام.

## الأندية
- أورالوتشكا سفيردلوفسك (1980-1990)
- ملاستوست زغرب (1990-1994)
- بالافولو سوميراجو (1994-1996)
- فوللي مودينا (1996-1997)
- مابين / بينيروس (1997-1998)
- Foppapedretti Bergamo (1998-1999)
- Virtus Reggio Calabria (1999-2001)
- بالافولو سيريو بيروجيا (2001-2004)
- Chieri Volley (2005-2006)
- دينامو موسكو (2008-2009)
- Asystel Volley (2009-2010)
- Uralochka-NTMK (2012-2012) [5]

## روابط خارجية
- إيرينا فلاديميروفنا على موقع الاتحاد الأوروبي (الإنجليزية)
- إيرينا فلاديميروفنا على موقع عالم الكرة الطائرة (الإنجليزية)
- إيرينا فلاديميروفنا على موقع دوري الدرجة الأولى الإيطالي للكرة الطائرة - سيدات (الإيطالية)
- إيرينا فلاديميروفنا على موقع اللجنة الأولمبية الدولية (الإنجليزية)
- إيرينا فلاديميروفنا على موقع أوليمبيديا (الإنجليزية)